# Andy Clark
Andy Clark, född 20 november 1957, är en brittisk filosof och professor i kognitiv filosofi vid University of Sussex. Han har framförallt arbetat inom medvetandefilosofi, kognitionsvetenskap, artificiell intelligens och robotik. I boken Supersizing the Mind utvecklar Clark sina teorier om extended mind thesis (EMT).